# Oriol Servià

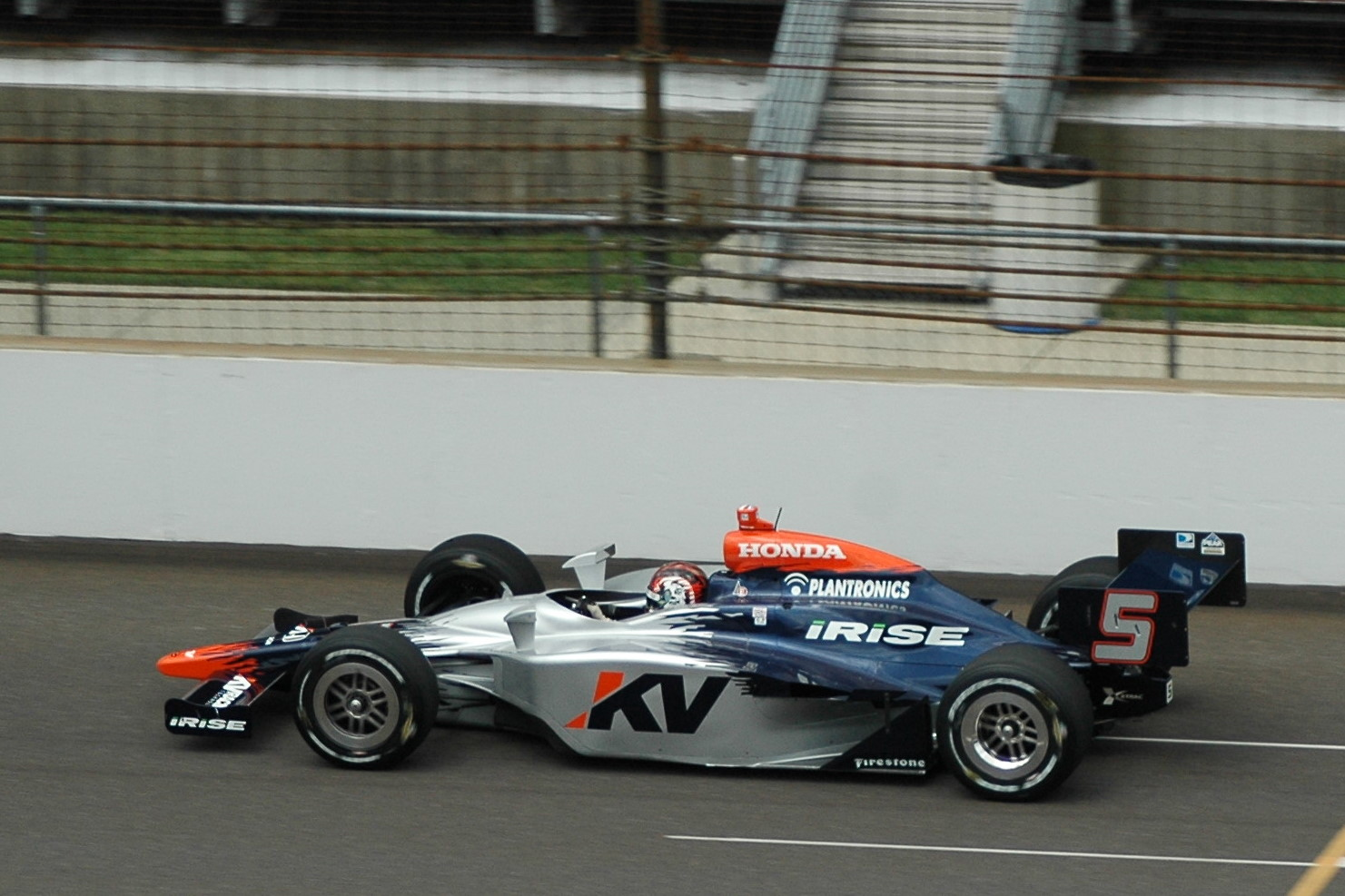
Carro de Oriol Servià na IndyCar Series em 2008.

Oriol Servià i Imbers (Pals, 13 de julho de 1973) é um piloto espanhol de corridas automobilísticas que mais recentemente competiu na IndyCar Series. Ele pilotou para a Dragon Racing na temporada de 2014–15 e deixou a categoria antes da realização do ePrix de Miami de 2015 para se tornar diretor administrativo das parcerias técnicas e comerciais da Dragon Racing. Servià é formado em engenharia mecânica pela Universidade Politécnica da Catalunha.

## Resultados
Servià também participou das temporadas 2000 e 2001 da Champ Car.
| Ano  | Equipe          | 1       | 2       | 3       | 4       | 5       | 6       | 7       | 8       | 9       | 10      | 11      | 12      | 13      | 14     | 15    | 16      | 17      | 18      | 19       | Equipe         | Pos. | Pontos |
| ---- | --------------- | ------- | ------- | ------- | ------- | ------- | ------- | ------- | ------- | ------- | ------- | ------- | ------- | ------- | ------ | ----- | ------- | ------- | ------- | -------- | -------------- | ---- | ------ |
| 2002 | PacWest         | MTY 10  | LBH 11  | MOT 6   | MIL DNP | LAG DNP | POR DNP | CHI DNP | TOR DNP | CLE DNP | VAN Ret | MDO 10  | ROA Ret | MTL Ret | DEN 11 | ROC 4 | MIA Ret | SUR Ret | FON 5   | MEX 9    | Patrick Racing | 16º  | 44     |
| 2003 | Patrick Racing  | STP 12  | MTY Ret | LBH Ret | BRH 4   | LAU 5   | MIL 2   | LAG 6   | POR 5   | CLE 6   | TOR 5   | VAN Ret | ROA Ret | MDO Ret | MTL 2  | DEN 3 | MIA Ret | MEX 13  | SUR Ret | FON Canc | Patrick Racing | 7º   | 108    |
| 2004 | Dale Coyne      | LBH Ret | MTY 14  | MIL 7   | POR 11  | CLE 4   | TOR 9   | VAN 12  | ROA 6   | DEN 6   | MTL 9   | LAG 3   | LAS 12  | SUR 13  | MEX 7  |       |         |         |         |          | Dale Coyne     | 10º  | 199    |
| 2005 | Dale Coyne      | LBH 9   | MTY 11  | MIL 3   | POR Ret | CLE 3   | TOR 2   | EDM 2   | SAN 3   | DEN 4   | MTL 1   | LAS 2   | SUR 5   | MEX 4   |        |       |         |         |         |          | Newman/Haas    | 2º   | 288    |
| 2006 | PKV Racing      | LBH Ret | HOU Ret | MTY 8   | MIL 5   | POR 10  | CLE 3   | TOR Ret | EDM 4   | SAN 8   | DEN Ret | MTL Ret | ROA 4   | SUR Ret | MEX 6  |       |         |         |         |          | PKV Racing     | 11º  | 197    |
| 2007 | Forsythe Racing | LVG DNP | LBH 2   | HOU 4   | POR 11  | CLE 7   | MTT 9   | TOR Ret | EDM 6   | SAN 3   | ROA 4   | ZOL 6   | ASS 8   | SUR 14  | MEX 3  |       |         |         |         |          | PKV Racing     | 6º   | 237    |